# Gertrud Häseli
Gertrud Häseli-Stadler (* 10. Februar 1963; heimatberechtigt in Gipf-Oberfrick und Guntershausen bei Aadorf) ist eine Schweizer Politikerin (Grüne).

## Leben
Gertrud Häseli absolvierte eine bäuerliche Haushaltslehre und anschliessend eine Ausbildung zur Hauswirtschaftslehrerin. Sie bewirtschaftet mit ihrer Familie einen Biohof im Fricktal. Sie ist verheiratet, Mutter von fünf Kindern und lebt in Wittnau.

## Politik
Gertrud Häseli war von 1999 bis zu ihrem Rücktritt 2022 Mitglied des Gemeinderates (Exekutive) der Gemeinde Wittnau, wo sie die Ressorts Schule, Bildung und Jugend, Familienergänzende Kinderbetreuung, Soziale Wohlfahrt, Asylwesen, Gesundheit, Alter sowie Friedhof und Bestattungen leitete.
Bei den Wahlen 2009 wurde Gertrud Häseli für die Grünen in den Grossen Rat des Kantons Aargau gewählt. Sie war ab 2009 Stellvertreterin und von 2014 bis 2016 Mitglied der Kommission Allgemeine Verwaltung und von 2009 bis 2016 Mitglied der Kommission Volkswirtschaft und Abgaben. Seit 2017 ist sie Mitglied der Justizkommission.
Gertrud Häseli war von 2009 bis 2013 Co-Präsidentin der Grünen Kanton Aargau. Sie ist Präsidentin der Frauenzentrale Aargau und der Stiftung für das Alter Wittnau sowie Vorstandsmitglied des Trinamo Möhlin, von Bio Aargau und der Wohnbaugenossenschaft Wittnau.